# شهرستان پخته‌چی
ناحیهٔ پَخته‌چی (Pakhtachi District) یکی از ناحیه‌های ولایت سمرقند کشور ازبکستان است.
پَخته واژه‌ای فارسی به معنی کتان و پنبه می‌باشد. از آنجا که آسیای‌میانه به ویژه ازبکستان بزرگترین تولیدکنندۀ پنبه در جهان است به جاینام‌های مختلفی در این ناحیه برمی‌خوریم که با واژۀ پخته (پنبه) درست شده‌اند. برای نمونه: ناحیه‌های پخته‌آباد، پخته‌چی، پخته‌کار.